# Cayuse (tribù)

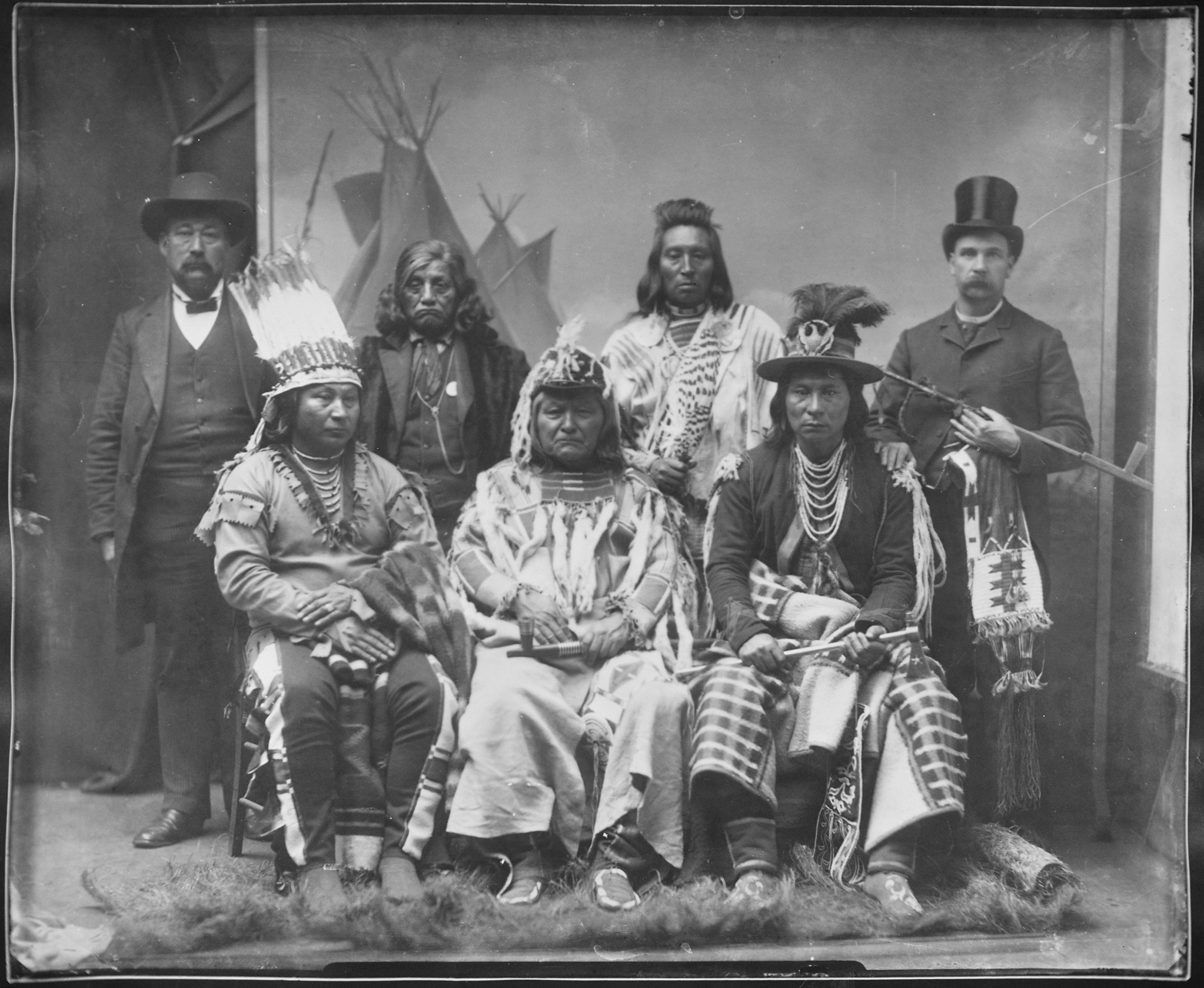
Rappresentanti tribali Cayuse & Sahaptin a Washington D.C. (1890)

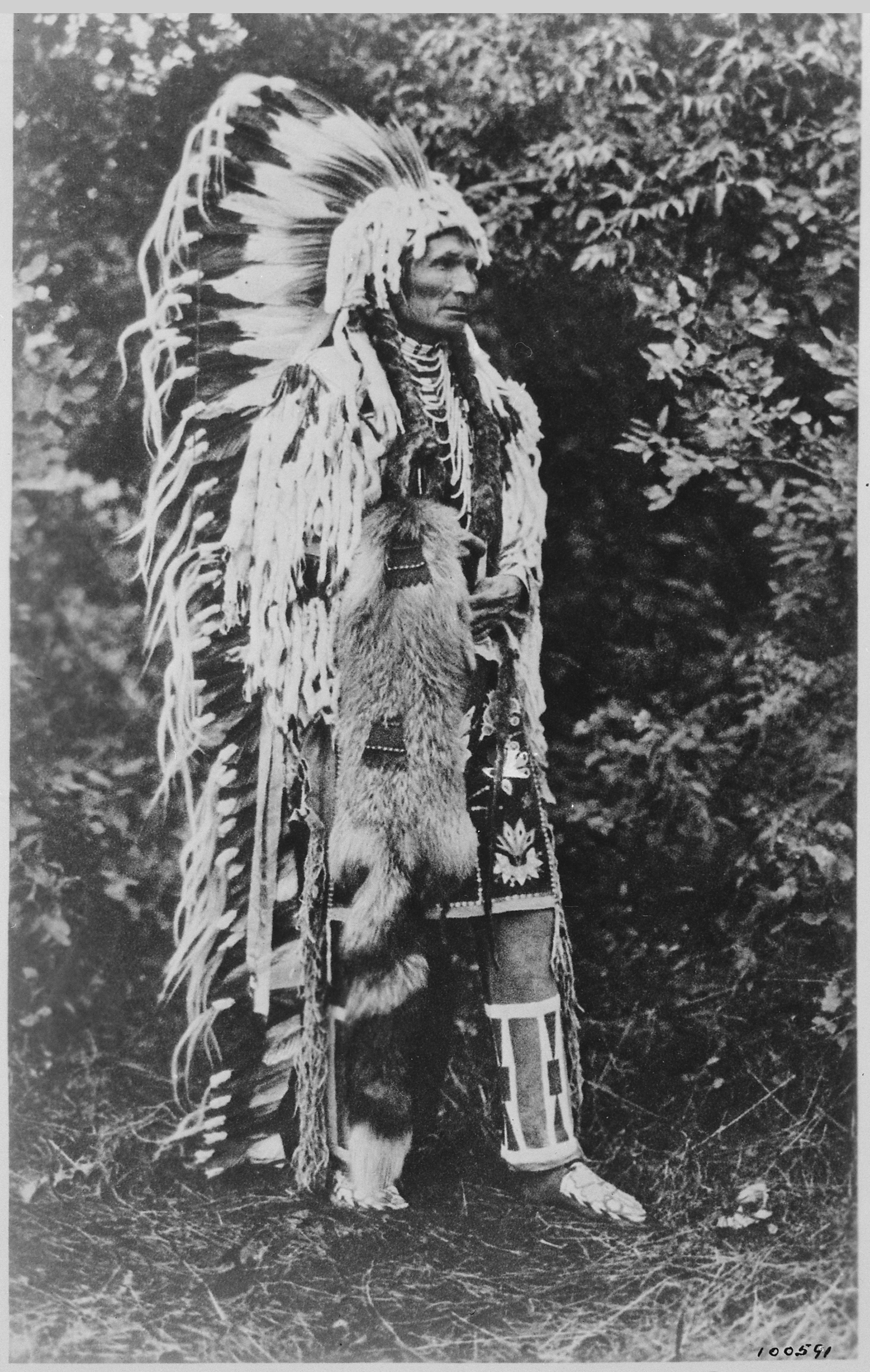
Umapine (Wakonkonwelasonmi), un capo Cayuse, settembre 1909

I Cayuse sono una tribù di Nativi Americani nel territorio che, attualmente, è lo stato dell'Oregon negli Stati Uniti. La tribù Cayuse condivide una riserva e una forma di governo nell'Oregon nord-orientale con le tribù Umatilla e Walla Walla come parte delle Tribù Confederate della Riserva Indiana Umatilla. La riserva si trova nei pressi di Pendleton, alla base delle Blue Mountains.
Nella loro lingua, gli stessi Cayuse si chiamavano Liksiyu. Stanziati, originariamente, nel territorio dell'attuale Oregon nord-orientale e dell'attuale Stato di Washington sud-orientale, essi vivevano nelle adiacenze del territorio occupato dai Nimiipu ed avevano strette relazioni sociali con loro. Come le tribù delle pianure, i Cayuse attribuivano un grande valore all'arte della guerra ed erano abili cavalieri. Essi allevavano i cosiddetti pony Cayuse. I Cayuse, in base ad un trattato del 1855, cedettero la maggior parte del loro territorio tradizionale agli Stati Uniti e si trasferirono nella Riserva Umatilla, formando una tribù confederata.

## Storia
Secondo Haruo Aoki (1998), nella loro lingua, gli stessi Cayuse si chiamavano Liksiyu. Il nome Cayuse deriva dalla parola francese utilizzata per riferirsi a loro, adottata dai primi cacciatori canadesi della zona. La tribù ebbe relazioni sociali molto strette con le vicine tribù dei Nimiipu e Walla Walla. La lingua Cayuse era una lingua isolata, indipendente dalle lingue sahaptin parlate dai popoli vicini. La popolazione di Cayuse ammontava a circa 500 persone nel diciottesimo secolo.
I Cayuse erano una tribù seminomade ed avevano villaggi estivi e invernali sui fiumi Snake, Tucannon, Walla Walla, e Touchet nello Stato di Washington, e lungo i fiumi Umatilla, Grand Ronde, Burnt, Powder, John Day e dalle Blue Mountains al Deschutes River in Oregon. Lo storico Verne F. Ray ha identificato settantasei siti tradizionali di villaggi Cayuse, di cui la maggior parte erano siti temporanei stagionali, cinque villaggi separati nella Walla Walla Valley e sette bande Cayuse sparse tra Oregon orientale e lo Stato di Washington. La banda Cayuse del fiume Walla Walla era chiamata "Pa'cxapu". Altre fonti menzionano solo tre distinte bande regionali tra i Cayuse al loro tempo: due presso il fiume Umatilla e la terza sul fiume Walla Walla.
I Cayuse erano conosciuti per il loro coraggio e come cavalieri. Allevavano i loro pony per conferire loro velocità e resistenza, sviluppando quello che ora viene chiamato cavallo Cayuse. A un certo punto, essi non si limitarono più in base a ciò che potevano trasportare o a ciò che i loro cani potevano trascinare, ma, per cercare nuove risorse, si spostarono in nuove aree, viaggiando fino a Est, arrivando nelle Grandi Pianure, e fino alla California, per cacciare, commerciare, combattere e catturare schiavi. Nel frattempo, le loro mandrie si moltiplicarono rapidamente, mediante una combinazione di abili tecniche di allevamento e incursioni periodiche su altre tribù. All'inizio del 1800, una famiglia Cayuse che possedeva solo da 15 a 20 cavalli era considerata povera; famiglie benestanti ne controllavano 2000 o più. I cavalli migliorarono la portata e l'efficacia delle spedizioni di guerra, facendo sì che i Cayuse dominassero i loro vicini sedentari presso il fiume Columbia. Essi rivendicarono la proprietà sull'area di The Dalles, dove si praticava la pesca in grandi quantità e avevano luogo gli scambi commerciale sul fiume Columbia, costringendo le bande più deboli in quell'area a pagare un tributo sotto forma di salmone e altri beni. Erano in guerra frequentemente combattendo contro i cosiddetti popoli del serpente, ossia Paiute, Shoshoni e Bannock, a Sud e ad Est,  e contro altre tribù come i Niitsitapi sul territorio e sui siti di caccia.
Quando i coloni bianchi si trasferirono nel loro territorio in gran numero dopo l'apertura della Pista dell'Oregon nel 1842, i Cayuse ne soffrirono. Anche i coloni di passaggio entrarono in competizione con loro per la selvaggina e per l'acqua, e il bestiame distrusse rapidamente le praterie di camas sulle quali si fondava gran parte della sussistenza dei popoli Waiilatpuan. Folle di bianchi invasero la regione durante la Corsa all'oro della California a partire dal 1848 e quando l'oro fu scoperto nell'Oregon orientale nel 1862.
La tribù conquistò grande notorietà nel primo periodo dell'insediamento dei bianchi nel territorio. In 1838, Marcus Whitman e sua moglie Narcissa fondarono una missione nel territorio Cayuse a Waiilatpu ("Luogo dell'erba di segale"), in un sito a circa sette miglia dall'attuale città di Walla Walla e a circa un quarto di miglio a Est di dove si trovava il villaggio invernale dei Cayuse "Pásxa". Nel 1847 un'epidemia di morbillo, secondo alcuni contratta dai coloni bianchi, provocò un'elevata mortalità tra la tribù. Un piccolo gruppo di Cayuse, dopo aver provato la medicina di Whitman su individui sia malati sia sani e notando che tutte le persone che l'avevano provata morivano, si convinsero che i missionari avessero intenzionalmente avvelenato il loro popolo poiché, a causa del morbillo, stava morendo una percentuale molto più alta di nativi americani, specialmente bambini, rispetto alla percentuale di bianchi. (I Nativi Americani non avevano l'immunità alle malattie endemiche euroasiatiche portate dagli europei insediatisi in America). Inoltre le differenze culturali e l'intrusione dei coloni avevano causato crescenti tensioni.
I Cayuse attaccarono i missionari uccidendo Whitman e sua moglie Narcissa e altre undici persone. Catturarono 54 donne e bambini euro-americani e li tennero in ostaggio. Inoltre distrussero le costruzioni della missione. Questo attacco provocò la risposta armata da parte degli Stati Uniti e condusse alla Guerra Cayuse.
I Cayuse misero i prigionieri a lavorare insieme ai loro membri; gli adulti realizzavano vestiti per la tribù. Liberarono gli ostaggi dopo che la Compagnia della Baia di Hudson, per il ritorno dei 49 prigionieri sopravvissuti, ebbe dato loro in cambio 62 coperte, 63 vestiti di cotone, 12 fucili Hudson Bay, 600 carichi di munizioni, 7 libbre di tabacco e 12 pietre focaie. I Cayuse e molte tra le altre tribù vicine, come la tribù Walla Walla, furono cacciati dalle milizie e massacrate. Essi alla fine persero la guerra. Furono costretti a cedere il loro territorio agli Stati Uniti e a condividere una riserva con gli Umatilla e i Walla Walla.
Dal 1851, i Cayuse si erano legati a lungo con i vicini Nimiipu, con i quali si erano rifugiati; molti impararono la loro lingua. Kathleen Gordon, un membro tribale delle Tribù Confederate della Riserva Indiana Umatilla fu un insegnante delle lingue dei Cayuse e dei Nimiipu che parlava e insegnava la lingua dei Nimiipu, ma conosceva anche alcune parole della lingua originale Cayuse, che ora è estinta.
Nel 1855, i Cayuse aderirono al Trattato di Walla Walla imposto agli Waiilatpuan da Isaac I. Stevens con gli Umatilla e gli Walla Walla con cui venne istituita la Riserva Indiana Umatilla. A partire da questo momento, essi, ufficialmente, hanno risieduto entro i confini della riserva. Intorno alla metà del XX secolo, alcuni membri si trasferirono in alcune città in base all'Atto di Rilocazione degli Indiani del 1956, un impegno per dare un migliore accesso ai lavori contemporanei.
Secondo quanto riportato nel 1904 il loro numero ammontava a 404; questo numero potrebbe essere fuorviante. Un conteggio nel 1902 trovò un Cayuse purosangue nella riserva. I discendenti con origini parziali delle altre tribù potrebbero ancora identificarsi come Cayuse. Si ritiene che la lingua Cayuse si sia estinta allora. Poiché i membri delle tre tribù nella riserva si sono sposati tra loro, non si tiene più un conteggio della popolazione separatamente.

## Stile di vita
Gli indiani Cayuse erano stanziati presso il bacino del fiume Columbia ed erano nomadi, a volte si spostano su base giornaliera. Essi vivevano in tipi, che erano usati da molte tribù nomadi per la loro trasportabilità.  I Cayuse erano abili cavalieri e usavano i cavalli nella caccia. Li usavano anche per i loro viaggi attraverso le Montagne Rocciose ogni anno per procacciare una scorta di bufali da riportare alle loro famiglie. Gli uomini cacciavano la selvaggina e pescavano il salmone. Le donne si riunivano e raccoglievano bacche, scavavano e lavorarono radici. Le donne inoltre lavoravano le pelli degli animali per produrre materiali per riparo e vestiti. Gli uomini consideravano il coraggio una qualità importante, dato che i guerrieri coraggiosi erano tenuti in grande considerazione. Il più forte sarebbe diventato capo.

## Lingua
La lingua cayuse era una lingua isolata. Gli studiosi hanno proposto che essa potrebbe essere stata correlata alla Lingua Molala, costituendo una famiglia, nell'area di Waiilatpu, in definitiva collegata al ceppo Penutiano. Questa ipotesi non è stata dimostrata. La lingua si è estinta dal XIX secolo.
Il Weyíiletpuu è il gruppo linguistico Waiilaptuan Shaptian, sottogruppo della famiglia Penutian, al quale appartengono anche le lingue dei Nimiipu, dei Palouse, degli Walla Walla e degli Umatilla, nonché, verosimilmente dai Molala e dai Tenino, anch'esso usato dai Cayuse delle Tribù Confederate della Riserva Indiana Umatilla. Un altro dialetto caratteristico dei Cayuse non è stato più utilizzato dagli anni '40 ed è considerato estinto.

## Cucina
Una delle principali fonti di cibo per i Cayuse era il salmone dal fiume Columbia. Insieme a trote e anguille, cacciavano anche alci, cervi e piccoli animali come conigli e gallinacei. La cosa più significativa è che le donne raccoglievano radici di camas, radici amare, sedano selvatico, mirtillo e prugnolo, trasformandoli in alimenti cotti e secchi per il loro sostentamento. Raccoglievano anche corteccia, foglie, fiori e radici per fare medicine.

## Cayuse famosi
Easponenti famosi del popolo Cayuse furono:
- Walammottinin ([Old] Twisted Hair, Capelli Attorcigliati): padre di Wilewmutkin, Tauwataway e Achekaia, nonché del Nimiipu Tuekekas (nato da diversa moglie) e loro predecessore all'epoca della spedizione di Meriwether Lewis e William Clark.
- Alokwat (Frog, Rana): successore e probabilmente fratello di Walammotinin al tempo della spedizione di David Thompson.
- Quahats (.....): probabile fratello di Alokwat e capo di guerra al tempo della spedizione di David Thompson riuscì a bloccare la fornitura di armi da fuoco agli Shoshone da parte degli uomini della North-West Company.
- Wilewmutkin ([Young] Twisted Hair, Capelli Intrecciati): fratello maggiore di Tauwataway e di Achekaia e loro predecessore; fautore delle migliori relazioni con le Compagnie, coltivò con particolare impegno i rapporti con gli "astoriani" fino alla sua morte, nel 1831.
- Hiyumtipin o Umtippe (Bitten-by-the-Grizzly Bear o Cut Mouth, Azzannato-dal-Grizzly o Bocca Tagliata): appartenente ad altro gruppo familiare e capo della banda Wallula fu scelto come capo supremo dei Cayuse prevalendo su Tauwataway e Achekaia, riuscendo a farsi accettare dalla Hudson's Bay Company e da Piupiumaksmaks, potente capo supremo degli Wallawalla e tradizionale alleato dei due fratelli suoi rivali; intrattenne rapporti alterni e difficili con le Compagnie e con gli alleati, perdendo l'appoggio di Piupiumaksmaks a causa degli eccessi del fratello "The Prince" e del nipote; perse il consenso della maggioranza dei Cayuse nel 1834, sostituito da Tauwataway, e morì approssimativamente nel 1840-1841.
- Itstikats o Stickus (.....): capo cristianizzato della banda Middle Umatilla River's, fu amico e sostenitore di Marcus Whitman e si schierò costantemente al fianco dei bianchi, rifiutando di unirsi alle sollevazioni del 1847-1849, e guidando anzi contingenti di Cayuse collaborazionisti, e del 1855.
- Tauwataway o Tauitau (Night Attack, Attacco Notturno, noto anche come Young Chief, Giovane Capo, o Gran Capo), zio e predecessore del giovane capo Weatenatemany, era un noto leader e guerriero[5]
- Achekaia o Hezekiah (Five Crows o Five Ravens, Cinque Corvi, fratello e primo successore di Tauwataway, fu leader dei Cayuse più ostili, sodale e buon amico del capo Wallawalla Piupiumaksmaks, principale rivale del giovane capo (Weatenatemany) figlio del defunto fratello Wilewmutkin, per il ruolo di gran capo.
- Tiloukaikt (Crawfish Walking-forward, Aragosta Avanzante): probabilmente cognato di Hiyumtipin, gli succedette nell'inverno 1840-1841 come capo delle bande Waiilaptu, prevalendo sui fratelli del capo defunto, Waptashtakmahl (Feather Cap o Red Cloak), Yikhyikhkeshkesh (Speckled Hawk o Roan Horse’s Master), e “the Prince”; convertitosi al cristianesimo, si ricredette a seguito di alcuni fallimenti delle capacità mediche (considerate poteri taumaturgici) dei missionari Marcus Whitman e Charles Spalding e del loro atteggiamento arrogante, e si riavvicinò alla fazione tradizionalista capeggiata dal nipote collaterale Tomakus e dagli altri capi intransigenti (fra i quali anche Tamsucky, figlio di Alokwat, e suo figlio Waiecat = Flying One, Ishish Kaiskais = Isaichalakis *, e Kimasumpkin); nell'ottobre 1841 alcuni Cayuse, irritati a causa dell'atteggiamento offensivo di un mercante di Fort Walla Walla, assalirono la missione, causando sensibili danni materiali, ma furono fermati prima di eccedere dall'intervento di Camaspelo, capo della “banda Cayuse” dell'Umatilla River, e di Tiloukaikt; dopo un'epidemia di morbillo che uccise molti bambini Waiileptuan ma nessun bianco, nel 1847 gli Waiilaptu Cayuse si ribellarono contro l'arroganza dei bianchi e l'invasione dei coloni: guidarono la sollevazione Tiloukaikt, Tomakus, Clokamas, Tamsucky, Ishish Kaiskais [= Isaichalakis *] e Kimasumpkin coi Cayuse, e Old Hahtalekin (*), con i Palouse, ma non Piupiu Maksmaks, con gli Wallawalla, e Tiloukaikt, Tomakus, Clokamas,  forse Ishish Kaiskais [= Isaichalakis *] assalirono la missione di Waiilatpu, massacrando gli Whitman e altri 12 e trattenendo come prigionieri altri 47 bianchi; intervenuto l'esercito, la mediazione di Piupiu Maksmaks, convincendo Tauwataway e poi anche il più reticente Achekaia, produsse la liberazione dei prigionieri, compreso Spalding, ma non l'interruzione delle operazioni contro Tiloukaikt e gli altri (compresi Achekaia, Old Hahtalekin e Tilcoax) nel 1848-1849; Tomakus e Tiloukaikt, uccisori in prima persona di Whitman, e anche Clokamas, uccisore di un altro bianco alla missione, e Ishish Kaiskais [= Isaichalakis *], nonché Kimasumpkin, accusato e condannato (nonostante le sue proteste di innocenza, poi confermata dagli storici) per aver partecipato alla "cospirazione" contro Whitman, processati, furono condannati all'impiccagione per la strage di Waiilatpu e, dopo essere stati opportunamente "convertiti" e battezzati (Tiloukaikt come “Andrew”, Tomakus come “Peter”, Kimasumpkin come “James”, Ishish Kaiskais come “John”, Clokamas come “Paul”), furono appesi a una forca a Oregon City il 3/6/1850.
- Tamsucky (Feather Cap, Casco-di-Penne): figlio di Alokwat ed esponente della fazione tradizionalista e intransigente, trasmise le proprie posizioni anche al figlio Waiecat (Flying One); fu uno de capi della rivolta nel 1847-1849, senza prendere parte all'attacco contro la missione di Waiilaptu ma prendendo attivamente parte agli scontri successivi, e nel 1849 fu ucciso in combattimento da un collaborazionista Nimiipu.
- Sakiaph o Tomakus (Pierced-by-throwing / Murder): nipote collaterale di Tiloukaikt, fu esponente della fazione tradizionalista e intransigente dei Cayuse e capo guerriero; promotore principale della rivolta nel 1847 coinvolse lo zio, Tiloukaikt, nell'assalto contro la missione di Waiilaptu e il massacro degli Whitman; catturati dopo due anni di resistenza,  Tomakus e Tiloukaikt, uccisori in prima persona di Whitman, e anche Clokamas, uccisore di un altro bianco alla missione, e Ishish Kaiskais [= Isaichalakis *], nonché Kimasumpkin, accusato e condannato (nonostante le sue proteste di innocenza, poi confermata dagli storici) per aver partecipato alla "cospirazione" contro Whitman, processati, furono condannati all'impiccagione per la strage di Waiilatpu e, dopo essere stati opportunamente "convertiti" e battezzati (Tiloukaikt come “Andrew”, Tomakus come “Peter”, Kimasumpkin come “James”, Ishish Kaiskais come “John”, Clokamas come “Paul”), furono appesi a una forca a Oregon City il 3/6/1850.
- Clokamas (.....): capo guerriero e promotore fra i principali della rivolta nel 1847 partecipò all'assalto contro la missione di Waiilaptu e al massacro degli Whitman; catturati dopo due anni di resistenza,  Tomakus e Tiloukaikt, uccisori in prima persona di Whitman, Clokamas, uccisore di un altro bianco alla missione, e Ishish Kaiskais [= Isaichalakis *], nonché Kimasumpkin, accusato e condannato (nonostante le sue proteste di innocenza, poi confermata dagli storici) per aver partecipato alla "cospirazione" contro Whitman, processati, furono condannati all'impiccagione per la strage di Waiilatpu e, dopo essere stati opportunamente "convertiti" e battezzati (Tiloukaikt come “Andrew”, Tomakus come “Peter”, Kimasumpkin come “James”, Ishish Kaiskais come “John”, Clokamas come “Paul”), furono appesi a una forca a Oregon City il 3/6/1850.
- Kimasumpkin (Left Hand o Panther Jacket, Mano Sinistra o Casacca-di-Pantera):  catturati dopo due anni di resistenza, Tomakus e Tiloukaikt, uccisori in prima persona di Whitman, Clokamas, uccisore di un altro bianco alla missione, e Ishish Kaiskais [= Isaichalakis *], nonché Kimasumpkin, accusato e condannato (nonostante le sue proteste di innocenza, poi confermata dagli storici) per aver partecipato alla "cospirazione" contro Whitman, processati, furono condannati all'impiccagione per la strage di Waiilatpu e, dopo essere stati opportunamente "convertiti" e battezzati (Tiloukaikt come “Andrew”, Tomakus come “Peter”, Kimasumpkin come “James”, Ishish Kaiskais come “John”, Clokamas come “Paul”), furono appesi a una forca a Oregon City il 3/6/1850.
- Eskaloom o Ishish Kaiskais (Wet Coyote, Coyote Bagnato): fratello di Tomakus e capo guerriero, fu promotore fra i principali della rivolta nel 1847 e partecipò all'assalto contro la missione di Waiilaptu;catturati dopo due anni di resistenza, Tomakus e Tiloukaikt, uccisori in prima persona di Whitman, Clokamas, uccisore di un altro bianco alla missione, e Ishish Kaiskais [= Isaichalakis *], nonché Kimasumpkin, accusato e condannato (nonostante le sue proteste di innocenza, poi confermata dagli storici) per aver partecipato alla "cospirazione" contro Whitman, processati, furono condannati all'impiccagione per la strage di Waiilatpu e, dopo essere stati opportunamente "convertiti" e battezzati (Tiloukaikt come “Andrew”, Tomakus come “Peter”, Kimasumpkin come “James”, Ishish Kaiskais come “John”, Clokamas come “Paul”), furono appesi a una forca a Oregon City il 3/6/1850.
- Weatenatemany (noto anche come Young Chief Jr., Giovane Capo jr., 18??-1859), gran capo, nipote di Tauwataway, divenne il nuovo capo nell'ottobre 1853, capo della fazione più conciliante del Cayuse, ucciso in uno scontro con i popoli del serpente (Shoshonean) durante l'estate del 1859.[5]